# Théâtre Ledoux
Le théâtre Ledoux est une salle de spectacle, d'opéra, de théâtre et de concert, située dans le centre historique de Besançon, anciennement connue sous le nom théâtre musical.

## Le théâtre de Claude-Nicolas Ledoux

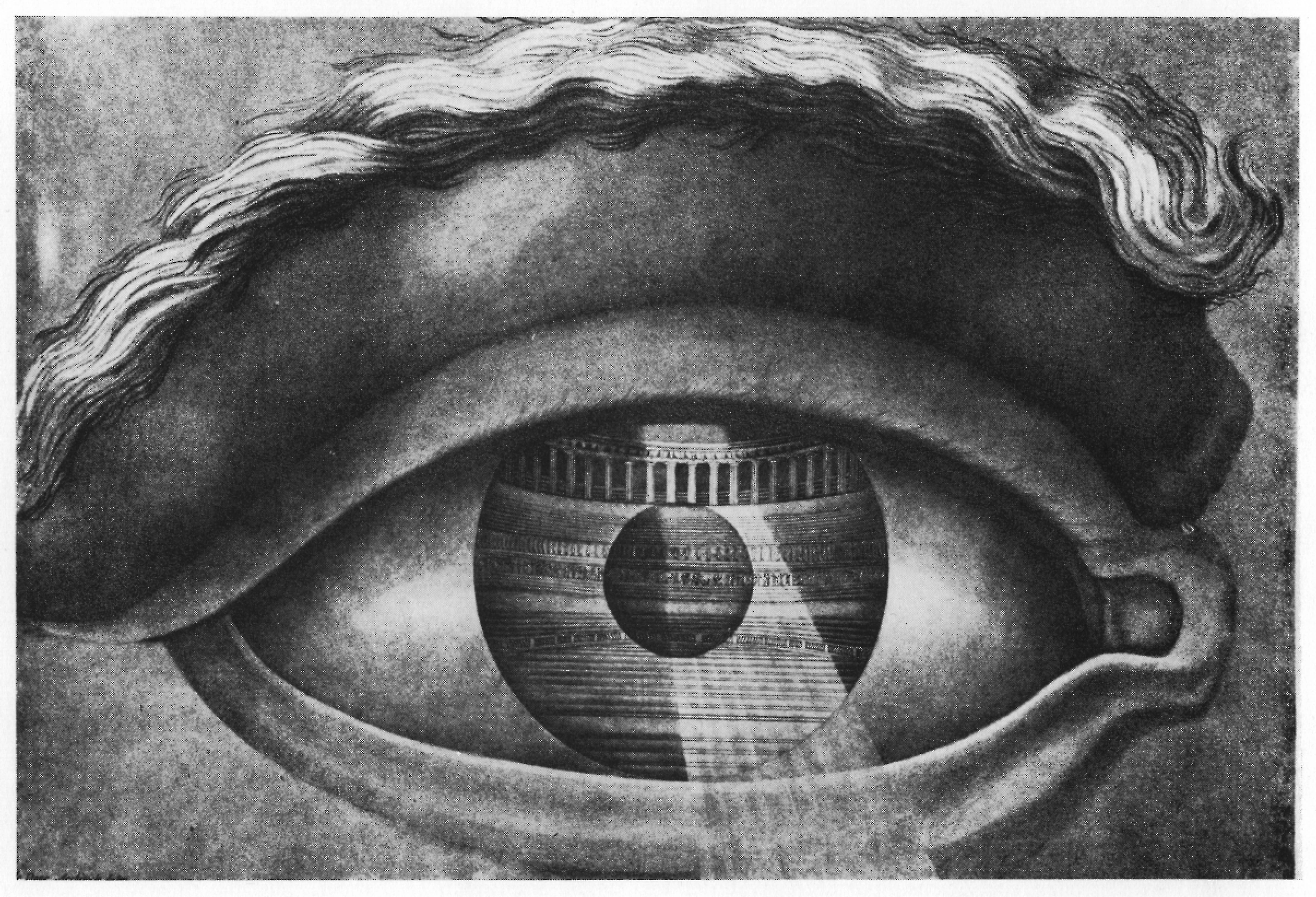
Théâtre de Besançon, dessin de Claude-Nicolas Ledoux.

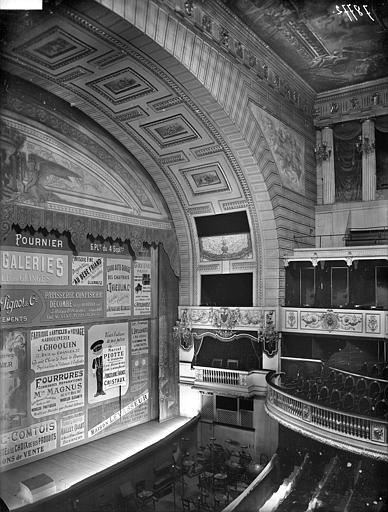
Arcade de la scène du théâtre, avant l'incendie (vers 1925).

En 1768, Charles-André de Lacoré entreprend de créer un théâtre digne de ce nom dans la nouvelle capitale franc-comtoise. L'Opéra est bâti entre 1778 et 1784 par l'architecte Claude Joseph Alexandre Bertrand, d'après les plans de Claude-Nicolas Ledoux.
L'architecture du théâtre de Ledoux est révolutionnaire. Extérieurement, il est inspiré par les formes simples de l'architecture de l'Antiquité : portique à colonnes ioniques, toiture en tronc de pyramide. L'édifice est également constitué de pierre calcaire bleutée et ocre venant des carrières de la Combe-aux-Chiens, à proximité de Besançon et forme une croix latine.
Intérieurement, c'est un espace ouvert, dépourvu des loges cloisonnées propres aux théâtres à l'italienne, pour une meilleure vision. Pour la même raison, Ledoux place l'orchestre dans une fosse en avant de la scène. Une maquette du théâtre de Ledoux est exposée à la Saline royale d'Arc-et-Senans.
La façade, le vestibule d'entrée et la salle de spectacle font l’objet d’un classement au titre des monuments historiques depuis le 15 juillet 1928.
L'intérieur fut rénové et modifié par Delacroix[réf. nécessaire] ou par Davillé en 1857.

## Reconstruction moderne de la salle
En avril 1958, l'édifice est ravagé par un incendie qui n'épargne que la façade et ses six colonnes ioniques, ainsi qu’un auditorium. Le bâtiment est partiellement restauré dans les mois qui suivent, et l'intérieur est réaménagé en 1994 : les fauteuils sont disposés sur trois niveaux autour de la scène, de façon que les spectateurs puissent voir la scène sous tous les angles ; le théâtre compte environ 1 100 sièges (2 000  en 1857).

## Reconstruction du théâtre dans son état initial
En 2010, l'association Espace 7 propose la reconstitution de la salle dans son état historique. Si cette action ne connaît pas un fort retentissement, elle a le mérite de mettre en avant les qualités exceptionnelles et avant-gardistes du projet de Ledoux.